# Rhinocypha uenoi
Rhinocypha uenoi is een libellensoort uit de familie van de Chlorocyphidae (Juweeljuffers), onderorde juffers (Zygoptera).
De soort staat op de Rode Lijst van de IUCN als bedreigd, beoordelingsjaar 1996.
De wetenschappelijke naam van de soort is voor het eerst geldig gepubliceerd in 1964 door Asahina.